# アレクシオス4世アンゲロス
アレクシオス4世アンゲロス（Αλέξιος Δ΄ Άγγελος, Alexios IV Angelos、1182年 - 1204年2月8日）は、東ローマ帝国アンゲロス王朝の第3代皇帝（在位：1203年 - 1204年）。

## 生涯
1182年、初代皇帝・イサキオス2世アンゲロスとエイレーネーの子として生まれる。
1195年、父が叔父・アレクシオス3世アンゲロスによって廃位されると、帝国を脱出して義兄のシュヴァーベン公フィリップの元に逃亡した。1201年、軍資金調達で苦しむ第4回十字軍に対して、遠征資金の負担や東西教会の統一を条件にして、首都コンスタンティノポリスに侵攻し、1203年7月に叔父を追放した上で、幽閉されていた父を助け出して共同皇帝として即位した。
しかし第4回十字軍の遠征資金を負担するために国民・貴族に対して重税を課したことで、彼らの反感を招いた。そして1204年、彼らの支持を得たアレクシオス3世の娘婿であるアレクシオス5世ドゥーカスによって反乱を起こされ、父と共に殺害された。23歳であった。